# Polydesmus javanus
Polydesmus javanus är en mångfotingart som beskrevs av Henri Saussure 1859. Polydesmus javanus ingår i släktet Polydesmus och familjen plattdubbelfotingar. Inga underarter finns listade i Catalogue of Life.